# تشارلز الثالث

تشارلز الثالث (بالإنجليزية: Charles III) واسمه تشارلز فيليب آرثر جورج (بالإنجليزية: Charles Philip Arthur George) (14 نوفمبر 1948 - )؛ ملك المملكة المتحدة منذ 8 سبتمبر 2022، خلفًا لوالدته الملكة إليزابيث الثانية. تبوأ تشارلز منصب الوريث الشرعي ودوق كورنوال ودوق روثيزاي منذ عام 1952، وهو أكبر وأقدم وريثٍ شرعي في تاريخ بريطانيا. وهو أقدم وريثٍ شرعي لمنصب أمير ويلز أيضًا، حينما تبوأ هذا المنصب في يوليو عام 1958.
وُلد تشارلز في قصر باكنغهام، وكان الحفيد البكر للملك جورج السادس والملكة إليزابيث باوز ليون. تلقى تشارلز تعليمه في مدرستي تشيم وغوردونستون، وهما المدرستان اللتان تلقى فيهما والده، الأمير فيليب دوق إدنبرة، تعليمه عندما كان طفلًا. أمضى تشارلز سنة في حرم تيمبرتوب التابع لمدرسة غيلونغ النحوية في مدينة فيكتوريا بأستراليا. بعدما حصل على شهادة بكالوريوس في الفنون من جامعة كامبريدج، أدى تشارلز الخدمة العسكرية في القوات الجوية الملكية والبحرية الملكية منذ عام 1971 وحتى عام 1976. في عام 1981، تزوّج الليدي ديانا سبنسر وأنجبا طفلين هما الأمير وليام (ولد سنة 1982) والأمير هاري (ولد سنة 1984). في عام 1996، تطلق الزوجان عقب نشر الصحف أنباء عن علاقات للزوجين خارج إطار الزواج. توفيت ديانا جراء حادث سيارة في باريس بعد عام على الطلاق. في عام 2005، تزوّج تشارلز من شريكته السابقة كاميلا باركر بولز بعد علاقة طويلة.
أسس تشارلز أمانة الأمير (برنسز تراست) عام 1976، ويرعى تشارلز جمعيات الأمير الخيرية ماديًا، وهو عضو ورئيس وراع لدى أكثر من 400 منظمة وجمعية خيرية. بصفته مدافعًا عن البيئة، عمل تشارلز على زيادة الوعي بخصوص الزراعة العضوية والتغير المناخي، واستحق جوائزًا واعترافًا بمجهوده من طرف جماعات البيئة. انتقد كثيرون في المجتمع الطبي دعم تشارلز للطب البديل، تحديدًا فيما يخص المعالجة المثلية، ولاقت آراؤه حول دور العمارة في المجتمع والحفاظ على المباني التاريخية اهتمامًا كبيرًا من طرف المعماريين البريطانيين ونقاد التصميم. منذ عام 1993، عمل تشارلز على تأسيس مدينة باوندبوري، وهي مدينة جديدة مخططة قائمة على تفضيلات الأمير الخاصة. ألف تشارلز وشارك في تأليف عدة كتب أيضًا.
انطلاقًا من مناصرته للبيئة، دعم تشارلز الزراعة العضوية والمساعي للحدّ من الاحتباس الحراري خلال فترة إدارته لمَزارع دوقية كورنوال، مما أكسبه جوائزَ وتقديرَ مجموعات المحافظة على البيئة. ويُعتبر تشارلز كذلك من المعارضين الأبرز للاعتماد على الأغذية المعدلة وراثيًا. لقي دعمُ تشارلز للطب المثلي والطب البديل موجة من الانتقادات. كما تعرضت إحدى جمعياته الخيرية، مؤسسة الأمير، للانتقادات، بعد مزاعم بمنحها أوسمةَ الشرف والجنسية البريطانية لبعض المتبرعين؛ في الوقت الحالي، تخضع الجمعية الخيرية هذه لتحقيق تُجريه الشرطة البريطانية بالمزاعم المتعلقة بقبولها النقود مقابل منح أوسمة الشرف.

## النشأة
ولد تشارلز في قصر باكنغهام في لندن خلال عهد جده من طرف والدته، الملك جورج السادس، في الساعة 21:14 (بتوقيت جرينتش) من يوم 14 نوفمبر عام 1948. كان تشارلز الابن البكر للأميرة إليزابيث دوقة إدنبرة والأمير فيليب دوق إدنبرة (في الأصل الأمير فيليب من اليونان والدنمارك)، وهو الحفيد البكر للملك جورج السادس والملكة إليزابيث. عمّده جيفري فيشر رئيس أساقفة كانتربري في غرفة الموسيقى بقصر باكنغهام  في 15 ديسمبر عام 1948. أدت وفاة جده واستلام والدته، الملكة إليزابيث الثانية عرش البلاد عام 1952 إلى جعله وريثًا شرعيًا لعرش المملكة. وباعتباره الابن البكر، تقلّد تلقائيًا ألقاب دوق كورنوال ودوق روثيزاي وإيرل كاريك وبارون رينفرو ولورد الجزر وأمير اسكتلندا. حضر تشارلز مراسم تتويج والدته في دير وستمنستر في 2 يونيو عام 1953.
يعود بنسبه عن طريق والده إلى العائلة المالكة في اليونان سابقًا فوالده فيليب دوق أدنبرة هو ابن أندرو أمير اليونان والدنمارك ابن جورج الأول ملك اليونان ابن كرستيان التاسع ملك الدنمارك.
لديه ثلاثة من الاخوة والاخوات وهم:  آن (مواليد 1950) ، أندرو (مواليد 1960) وإدوارد (مواليد 1964).
جرت العادة في تلك الفترة أن توظف الطبقات الرفيعة من المجتمع البريطاني مربية للأطفال، فكانت كاثرين بيبلز مربية تشارلز وكُلفت بمهمة تعليمه منذ أن كان في الخامسة من عمره وحتى بلغ الثامنة. أعلن قصر باكنغهام عام 1955 عن التحاق تشارلز بالمدرسة بدلًا من الدراسة على يد معلّم خاص، فكان أول وريث للعرش يتلقى تعليمه وفق هذه الطريقة. في 7 نوفمبر عام 1956، بدأ تشارلز الدراسة في مدرسة هيل هاوس في غرب لندن. لم يتلقّ معاملة خاصة من مؤسس المدرسة ورئيسها ستوارت تاونيند، والأخير هو من نصح الملكة إليزابيث بتدريب تشارلز على رياضة كرة القدم لأن باقي الصبية لن يراعوا مكانته في ملعب كرة القدم. التحق تشارلز بعدها بمدرستين درس فيهما والده سابقًا، وهما مدرسة تشيم التحضيرية في بيركشاير في إنجلترا، والتي التحق بها منذ عام 1958، ثم مدرسة غوردونستون في شمال شرق اسكتلندا، والتي التحق بها في أبريل من عام 1962. تحدث تشارلز عن مدرسة غوردونستون عدة مرات، تحديدًا مناهجها الصارمة، واصفًا المدرسة بـ«قلعة كولديتز مرتدية إزارًا اسكتلنديًا» مستشهدًا بسمعة القلعة السيئة ومحاولات هروب السجناء منها إبان الحرب العالمية الثانية. لاحقًا، امتدح تشارلز مدرسة غوردونستون، قائلًا إنها علمته «الكثير عن نفسي وعن قدراتي والعوائق التي تقف أمامي. علمتني قبول التحديات والأخذ بزمام المبادرة». في مقابلة من عام 1975، قال تشارلز أنه «ممتن» لدراسته في غوردونستون، وأن «صرامة المدرسة مبالغ فيها كثيرًا». أمضى تشارلز فصلين دراسيين في حرم تيمبرتون التابع لمدرسة غيلونغ النحوية في مدينة فيكتوريا الأسترالية عام 1966، فزار في تلك الفترة بابوا غينيا الجديدة بصحبة أستاذ التاريخ مايكل كولينز بيرس. في عام 1973، وصف تشارلز الفترة التي قضاها في تيمبرتون بأنها الفترة الأكثر متعة خلال مراحل دراسته كافة. عند عودته إلى غوردونستون، سار تشارلز على خطى والده فأصبح رئيس الطلاب الذكور. غادر تشارلز مدرسة غوردونستون عام 1967، حاملًا 6 شهادات ثانوية عامة من المستوى الاعتيادي (المستوى O) وشهادتين ثانويتين من المستوى المتقدم (المستوى A) في مادتي التاريخ والجغرافيا على الترتيب، مسجلًا درجتي B في الأولى وC في الثانية. أشار تشارلز لاحقًا إلى مراحل تعليمه المبكرة قائلًا «لم أستمتع بالمدرسة مثلما يجب، وذلك لأنني أكثر سعادة في المنزل مقارنة بأي مكان آخر».
خرق تشارلز التقليد الملكي مرة أخرى عندما التحق بالجامعة مباشرة بعدما حقق مستويات متقدمة، بدلًا من الالتحاق بالقوات المسلحة البريطانية. في أكتوبر عام 1967، قُبل في كلية الثالوث ضمن جامعة كامبريدج، حيث قرأ علم الإنسان (الأنثروبولوجيا) وعلم الآثار والتاريخ. خلال عامه الثاني، التحق بجامعة أبيرستويث، فدرس التاريخ واللغة الويلزيتين لمدة فصل واحد. في 23 يونيو عام 1970، تخرّج تشارلز من جامعة كامبريدج حاملًا شهادة بكالوريوس في الفنون بتنصيف 2:2، وهو أول وريث للعرش يحصل على شهادة جامعية. في 2 أغسطس عام 1975، حاز على شهادة ماستر في الفنون من جامعة كامبريدج (في جامعة كامبريدج، شهادة ماستر في الفنون هي رتبة أكاديمية وليست شهادة دراسات عليا).

## أمير ويلز
نُصّب تشارلز أميرًا لويلز وإيرلًا لتشيستر في 26 يوليو عام 1958، لكنه لم يُقلّد هذا المنصب حتى 1 يوليو عام 1969، عندما توجته والدته خلال مراسم متلفزة عُقدت في قلعة كارنارفن. استلم تشارلز مقعده في مجلس اللوردات عام 1970، وألقى خطابه الأول في يونيو عام 1974، فكان أول فرد من العائلة الملكية يتحدث من مجلس اللوردات منذ عصر إدوارد السابع. ألقى تشارلز خطابًا آخرًا عام 1975. بدأ تشارلز استلام مزيدٍ من المهام العامة، فأسس أمانة الأمير عام 1976، وسافر إلى الولايات المتحدة عام 1981. في منتصف عقد السبعينيات من القرن الماضي، عبّر الأمير عن اهتمامه بشغل منصب الحاكم العام لأستراليا، بناءً على اقتراح رئيس الوزراء الأسترالي مالكوم فرازير، لكن المقترح لم يُنفذ على أرض الواقع جراء غياب الحماس الشعبي تجاهه. قبل تشارلز القرار، واعتراه قليل من الندم، فقال: «ما الذي يُفترض أن تشعر به عندما تجهز نفسك لتقديم المساعدة ثم تدرك أنك لست مرغوبًا؟».

## تدريبه ومسيرته العسكرية
خدم تشارلز في سلاح الجو الملكي، وعلى خطى والده، وجده، واثنين من أجداده، خدم كذلك في البحرية الملكية. خلال سنته الثانية في كامبريدج، طلب الانخراط في تدريب القوات الجوية الملكية، وتعلم قيادة طائرة دي هافيلاند كندا دي إتش سي-1 تشيبمونك ضمن السرب الجوي لجامعة كامبريدج. في 8 مارس 1971، قاد الطائرة بنفسه إلى كلية كرانويل للقوات الجوية الملكية للتدريب كطيار للطائرات النفاثة. وبعد العرض العسكري لإتمام التدريب في سبتمبر، بدأ مسيرته العسكرية في البحرية والتحق بتدريبٍ لمدة ستة أسابيع في الكلية البحرية الملكية دارتموث. ثم خدم في مدمرة الصواريخ الموجهة إتش إم إس نورفولك (1971 – 1972)، والفرقاطة إتش إم إس منيرفا (1972 – 1973)، والفرقاطة إتش إم إس جوبيتر (1974). في عام 1974، أتمّ تدريبه كطيار هليكوبتر في المطار الجوي التابع للبحرية الملكية يفيلتون، ثم التحق بالسرب الجوي 845 التابع للبحرية الملكية، المحمول على حاملة الطائرات هيرميز. تخلى تشارلز عن الطيران بعد الهبوط الاضطراري وتحطم الطائرة من طراز بريتش ايروسبيس 146 في جزيرة آيلاه في عام 1994، إذ أثبتت لجنة التحقيق أن الطاقم قصّر في واجباته.
في 9 فبراير 1976، تولى تشارلز قيادة سفينة كاسحة الألغام الساحلية إتش إم إس برونينغتون في الأشهر العشرة الأخيرة المتبقية من خدمته في البحرية.

## مهامه الرسمية
في عام 2008، وصفت صحيفة ديلي تلغراف تشارلز بأنه «أكثر أفراد العائلة المالكة اجتهادًا في العمل». فقد نفّذ 560 مهمةً رسمية في عام 2008، و499 مهمة في عام 2010، وما يزيد عن 600 مهمة في عام 2011.
بصفته أمير ويلز، تولى تشارلز مهامًا رسمية بالنيابة عن الملكة. فقد أشرف على تقليد المناصب، وحضر جنازات الشخصيات الأجنبية. وأجرى تشارلز جولات منتظمة في منطقة ويلز، واشترك في أسبوع كامل من المهام كل صيف، وحضر المناسبات الوطنية البارزة، مثل افتتاح مبنى برلمان ويلز. واجتمع الأمناء الستة للمجموعة الملكية البريطانية ثلاث مرات في السنة برئاسته للاجتماعات.
في عام 1970، زار تشارلز إقليم برمودا للاحتفال بالذكرى الـ350 لتأسيس برلمان برمودا. وفي خطابه أمام البرلمان وفي إشارة إلى أفعال الملك تشارلز الأول، قال تشارلز «عندما نستذكرُ أنني أول تشارلز يُقيم صِلةً ما بالبرلمان منذ أكثر من 350 عامًا، لَكنتُ مُغضبًا وأمرتُ بحلّ البرلمان». كما نابَ تشارلز عن الملكة في احتفالات الاستقلال في جزيرة فيجي في عام 1970، وجزر الباهاما في عام 1973، وبابوا غينيا الجديدة في عام 1975، وزيمبابوي في عام 1980، وبروناي في عام 1984.
في عام 1983، حاول كريستوفر جون لويس، الذي كان قد أطلق رصاصة من بندقية عيار 22 على الملكة في عام 1981، حاول الفرار من مستشفى الأمراض العقلية بهدف اغتيال تشارلز، الذي كان في زيارة إلى نيوزيلندا مع زوجتهِ ديانا وابنه ويليام. وكذلك خلال زيارة تشارلز لأستراليا في يوم أستراليا الوطني في يناير 1994، أطلق ديفيد كانغ رصاصتين عليهِ من مسدس صوت في احتجاجٍ منه على المعاملة التي يتلقاها مئات طالبي اللجوء الكمبوديين المحتجزين في معسكرات الاعتقال. وفي عام 1995، أصبح تشارلز أول فرد من العائلة المالكة يزور جمهورية أيرلندا بصفة رسمية. وفي عام 1997، نابَ تشارلز عن الملكة في حفل نقل سيادة هونغ كونغ. وخلال الاحتفال، تلا تشارلز رسالة الملكة إلى أهالي هونغ كونغ، وجاء فيها: «بريطانيا هي جزء من تاريخ هونغ كونغ، كما أن هونغ كونغ هي جزءٌ من تاريخ بريطانيا. كما أننا جزءٌ من مستقبل بعضنا البعض كذلك».
في عام 2000، أحيا تشارلز تقليدَ وجودِ عازف قيثارة رسمي لدى أمير ويلز، وذلك بهدف تعزيز المواهب الويلزية في العزف على القيثارة، فهي الآلة الوطنية لويلز. كما يقضي تشارلز وزوجته كاميلا (دوقة كورنوال سابقًا) أسبوعًا واحدًا كل عام في اسكتلندا، حيث يدعم عدة منظمات أسكتلندية. تُتيح لهُ خدمته في القوات المسلحة الكندية الاطلاع على أنشطة القوات، كما تُتيح زيارة هذه القوات خلال وجوده في كندا أو في الخارج، والمشاركة في المناسبات الاحتفالية. في عام 2001 مثلًا، وضع تشارلز إكليلًا من الزهور المعدّ خصيصًا من نباتات مأخوذة من ساحات القتال ضد الفرنسيين، على صرح الجندي المجهول الكندي، وفي عام 1981 أصبح راعيًا لمتحف تراث الطائرات الحربية الكندية.
في جنازة البابا يوحنا بولس الثاني في عام 2005، أثار تشارلز الجدل عن غير قصد بسبب مصافحته لروبرت موغابي، رئيس زيمبابوي، الذي كان جالسًا إلى جانبه. على إثر ذلك، أصدر مكتب تشارلز بيانًا جاء فيه: «إن أمير ويلز فوجئ بالأمر، ولم يكن في وضع يسمح له بتفادي مصافحة السيد موغابي. يعتبر الأميرُ النظام الزيمبابوي الحالي نظامًا بغيضًا. وقد دعم الأمير صندوق الدفاع والمعونة في زيمبابوي، والذي يعمل من أجل أولئك الذين يتعرضون لقمع النظام. كما التقى الأمير مؤخرًا ببيوس نكوبي، رئيس أساقفة بولاوايو، وهو ناقدٌ جريءٌ للحكومة». في نوفمبر 2001، أُصيب تشارلز بثلاث زهرات قرنفل حمراء في وجهه رمته بها المراهقة ألينا ليبيديفا، عندما كان في زيارة رسمية إلى لاتفيا.
في عام 2010، ناب تشارلز عن الملكة في حفل افتتاح دورة ألعاب الكومنولث 2010 في دلهي، بالهند. كما أنه يحضر الفعاليات الرسمية في المملكة المتحدة لدعم دول الكومنولث، مثل حفل التأبين في ذكرى زلزال كرايستشيرش في دير وستمنستر في العام 2011. من 15 حتى 17 نوفمبر 2013، مثّل تشارلز الملكة لأول مرة في اجتماع رؤساء حكومات دول الكومنولث، في كولومبو، بسريلانكا.
في عام 2013، تبرع تشارلز بمبلغ غير معلن إلى الصليب الأحمر البريطاني لأزمة سوريا ولجنة طوارئ الكوارث الخاصة بسوريا، التي تديرها 14 جمعية خيرية بريطانية لمساعدة ضحايا الحرب الأهلية السورية. وفقًا لصحيفة الغارديان، يُعتقد أن تشارلز بعد بلوغه سنّ الـ65 في عام 2013، تبرع براتبه التقاعدي لجمعية خيرية لم يُعلن عنها لدعم كبار السن. في مارس 2014، نظّم تشارلز جمْع خمسة ملايين لقاح ضد الحصبة الألمانية للأطفال في الفلبين عند تفشي مرض الحصبة في جنوب شرق آسيا. وفقًا لما ذكرته مؤسسة كلارنس هاوس، فقد تأثر تشارلز بأنباء الأضرار التي خلّفها إعصار هايان في عام 2013. أرسلت منظمة شركاء الصحة الدوليين، والتي يرعاها تشارلز منذ عام 2004، أرسلت لقاحات يُعتقد أنها تقي خمسة ملايين طفل تحت عمر الخمس سنوات من الإصابة بالحصبة.

## توليه المُلك

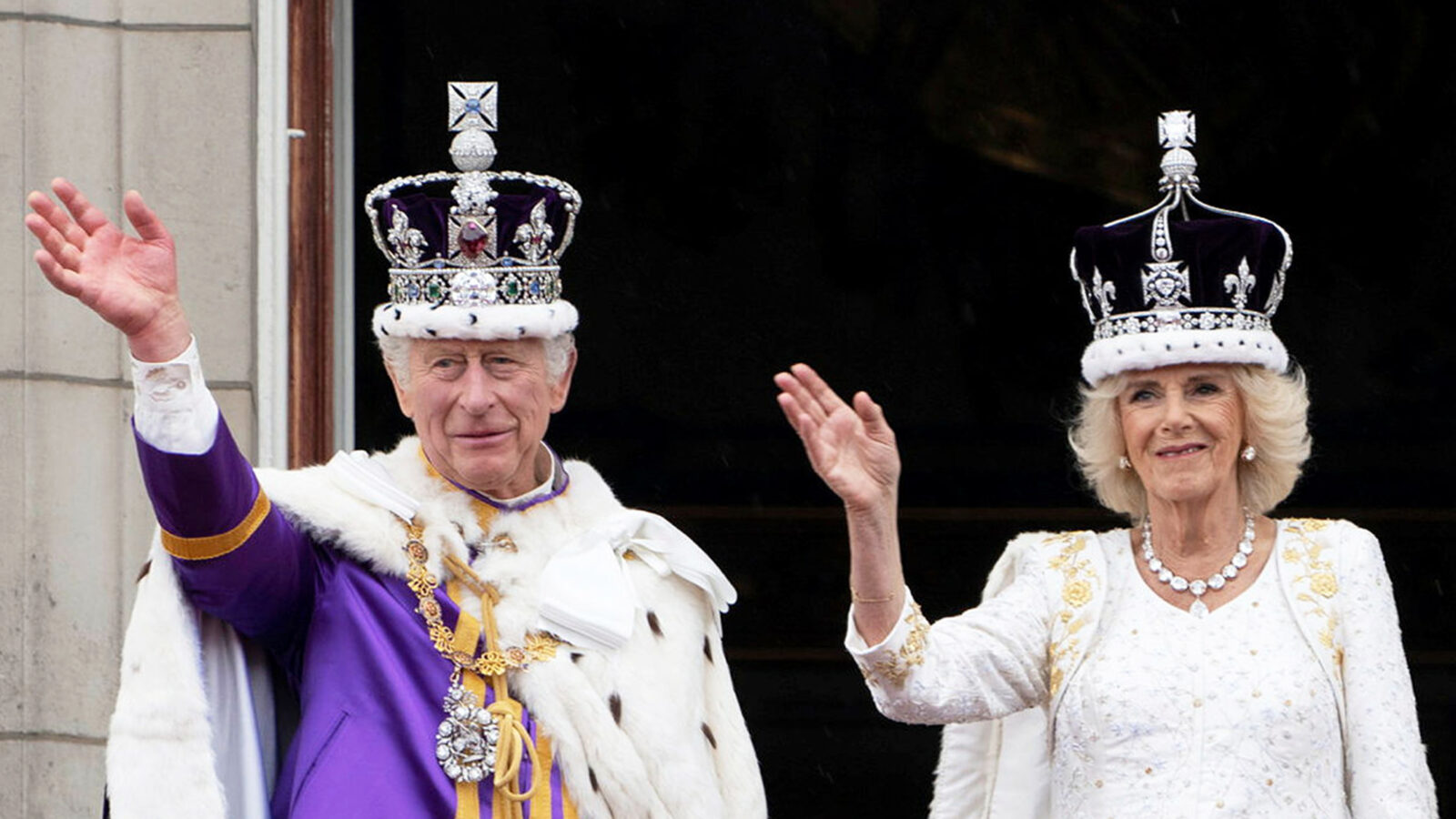
تشارلز و كاميلا يطلان من شرفة قصر باكنغهام بعد تتويجهما

اعتلى تشارلز العرش البريطاني بعد وفاة والدته في 8 سبتمبر 2022. وكان الوريث البريطاني الأطول خدمة، بعد أن تجاوز الرقم القياسي لإدوارد السابع البالغ 59 عامًا في 20 أبريل 2011. كان تشارلز أكبر شخص سنًا يتولى العرش البريطاني، عن عمر يناهز 73 عامًا. وكان صاحب الرقم القياسي السابق، ويليام الرابع، الذي كان بعمر 64 عامًا عندما أصبح ملكًا في عام 1830.
ألقى تشارلز خطابه الأول للأمة في الساعة السادسة مساء يوم 9 سبتمبر، حيث أشاد بوالدته وأعلن تعيين ابنه الأكبر ويليام أميرًا لويلز. في اليوم التالي، أعلن مجلس الانضمام تشارلز ملكًا علنًا، وبُث الحفل على التلفزيون لأول مرة. وكان من بين الحاضرين الملكة كاميلا، والأمير ويليام، ورئيسة الوزراء البريطانية ليز تراس، إلى جانب أسلافها الستة الأحياء. قرأت الإعلان أيضًا السلطات المحلية في جميع أنحاء المملكة المتحدة. وقعت العوالم الأخرى وقرأت إعلاناتها الخاصة، كما فعلت اسكتلندا وويلز وأيرلندا الشمالية وأقاليم ما وراء البحار البريطانية والأقاليم التابعة للتاج والمقاطعات الكندية والولايات الأسترالية.
توّج تشارلز وكاميلا في كنيسة وستمنستر في 6 مايو 2023. وقد وضعت لذلك الخطط منذ سنوات عديدة، تحت الاسم الرمزي عملية الجرم السماوي الذهبي. أشارت التقارير قبل اعتلائه العرش إلى أن تتويج تشارلز سيكون أبسط من تتويج والدته في عام 1953، ومن المتوقع أن يكون الحفل "أقصر، وأصغر، وأقل تكلفة، وأكثر تمثيلاً لمختلف الأديان والمجموعات المجتمعية - بما يتماشى مع رغبة الملك في عكس ذلك". التنوع العرقي في بريطانيا الحديثة”. ومع ذلك، كان التتويج أحد طقوس كنيسة إنجلترا، بما في ذلك قسم التتويج، والمسحة، وتسليم الجرم السماوي، والتتويج. في يوليو حضروا قداس الشكر الوطني حيث تم منح تشارلز وسام اسكتلندا في كاتدرائية سانت جايلز.
قام تشارلز وكاميلا بثلاث زيارات رسمية واستقبلا اثنتين. وفي نوفمبر 2022، استضافوا رئيس جنوب إفريقيا، سيريل رامافوزا، خلال أول زيارة دولة رسمية لبريطانيا في عهد تشارلز. وفي مارس من العام التالي، شرع الملك والملكة في زيارة دولة إلى ألمانيا؛ أصبح تشارلز أول ملك بريطاني يخاطب البوندستاغ. وبالمثل، في سبتمبر/أيلول، أصبح أول ملك بريطاني يلقي خطابًا من مجلس الشيوخ الفرنسي خلال زيارته الرسمية للبلاد. وفي الشهر التالي، زار الملك كينيا حيث واجه ضغوطًا للاعتذار عن الأعمال الاستعمارية البريطانية. وفي خطاب ألقاه خلال المأدبة الرسمية، اعترف بارتكاب "أعمال عنف بغيضة وغير مبررة"، لكنه لم يعتذر رسميا.
في يناير 2024، خضع تشارلز "لإجراء تصحيحي" في عيادة لندن لعلاج تضخم البروستات الحميد، مما أدى إلى تأجيل بعض ارتباطاته العامة. في 5 فبراير 2024، أعلن عن تشخيص إصابة تشارلز بالسرطان أثناء العملية، لكنه لم يكن سرطان البروستات. على الرغم من تأجيل واجباته العامة، فقد ورد أنه سيواصل أداء مهامه الدستورية أثناء علاجه في العيادات الخارجية.

## حياته الشخصية

### حياته العاطفية وزواجه من ليدي ديانا سبنسر

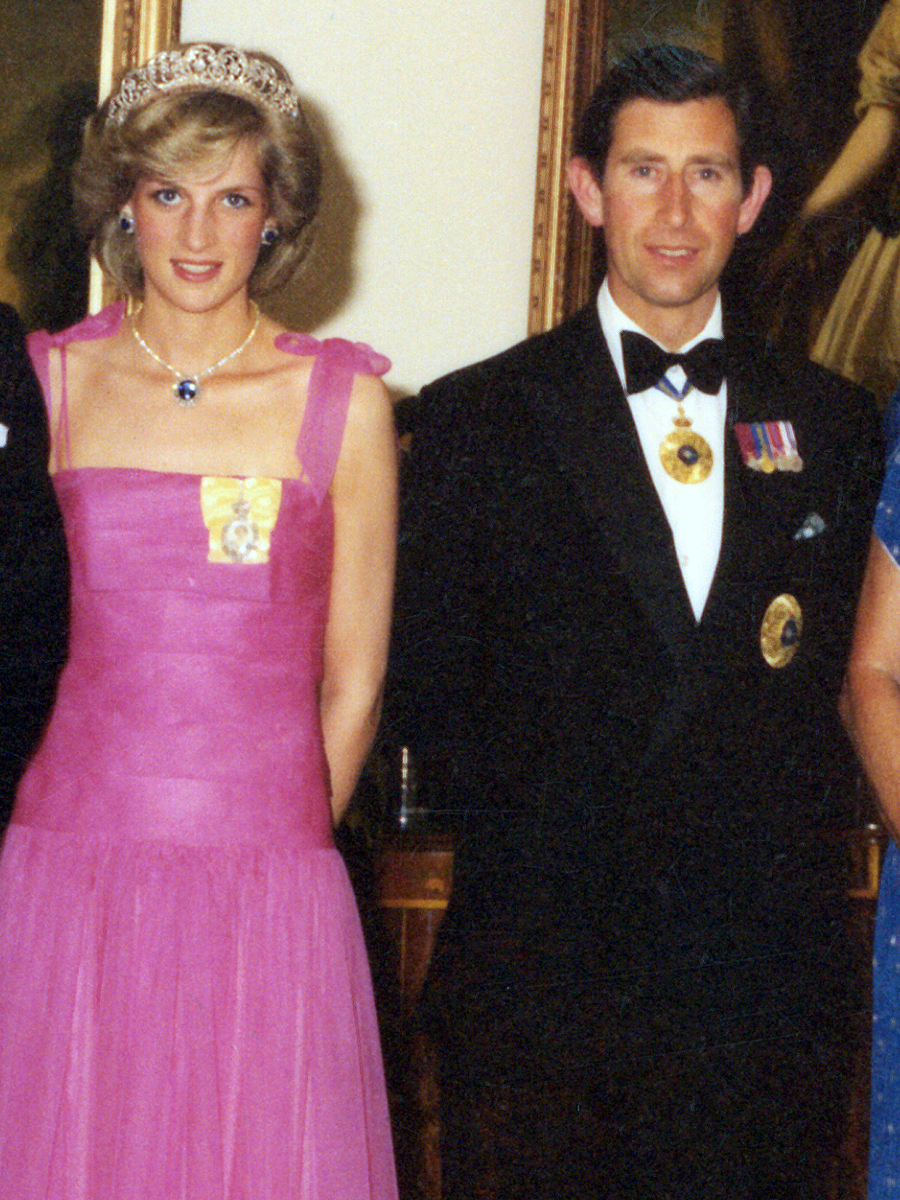
ديانا وتشارلز في الجولة الملكية في أستراليا عام 1983

حياة تشارلز العاطفية كانت دائماً مثار للاهتمام، وقد ذكرت الصحافة العديد من النساء اللواتي كان معهن، من ضمنهن سارا سبنسر الأخت الكبرى لـ ديانا سبنسر أميرة ويلز، وعلى الرغم من أن تشارلز قد التقى بـ ديانا المرة الأولى في عام 1977 عندما كان يزور منزلها مع أختها سارا، إلا أنه لم ينظر لها بمنظار عاطفي إلا في عام 1980، عندما جلسا سوياً في حفلة شواء في منزل صديق مشترك، «حينئذِ بدأ يفكر بها كعروس محتملة»، وقد اعترض ابن عمه نورتن كناتشبول أخو الليدي اماندا الأكبر خطيبة الأمير تشارلز سابقاً، وزوجته بقولهما (إن تشارلز لم يكن يحب ديانا، وأنها مهتمة بمنصبه أكثر منه)، وهو ما أثار حفيظة تشارلز، وقد استمر الثنائي بالخروج سوياً مما أثار حماسة الملكية والباباراتزي سوياً.
وفي عام 1981 تقدم تشارلز بطلب يد ديانا للزواج وهو ما لاقى قبول من كل من : العروس، والدها والملكة، ومنذ زواجهما أصبحت ديانا ملاحقة من قبل الباباراتزي، وقد أنجبا ابنيهما ويليام 1982 وهنري 1984.

### الطلاق وزواجه من كاميلا باركر بولز

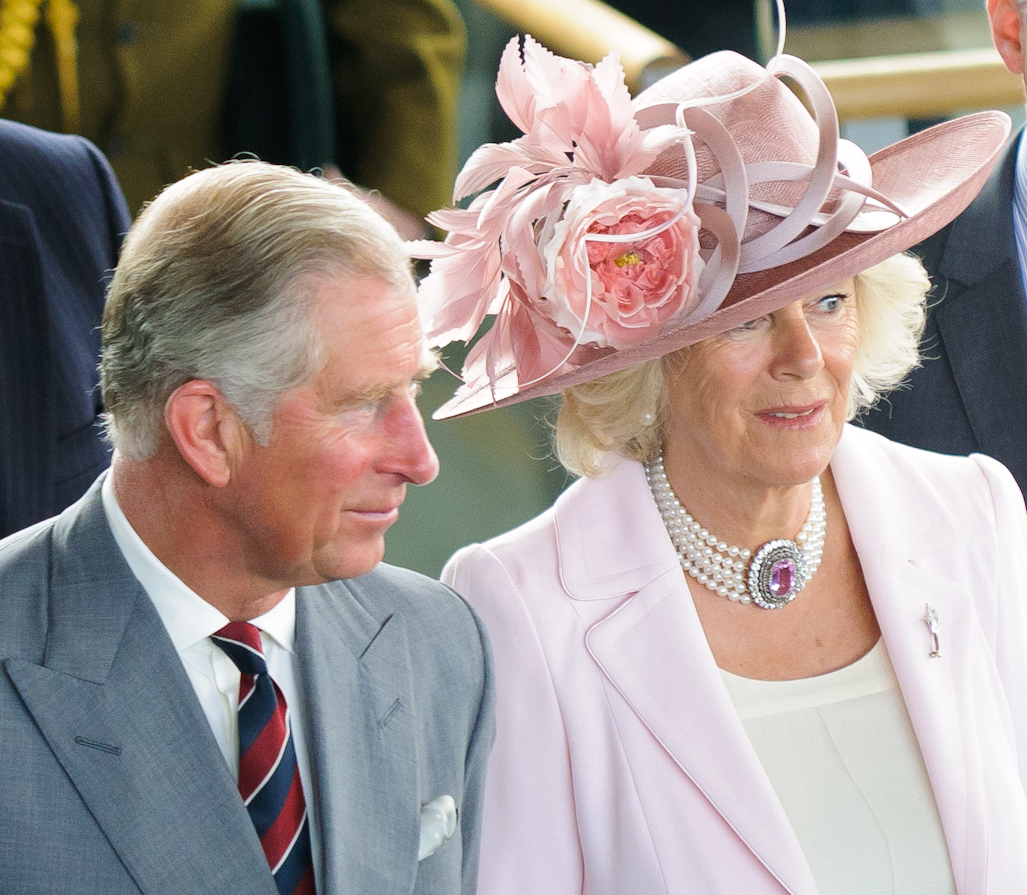
تشارلز وكاميلا في الافتتاح الرسمي البرلمان الويلزي، كارديف، 2011

بعد فترة بدأت تتغير صورة الزواج السعيد، بظهور كاميلا باركر بولز في الصورة وخيانة تشارلز معها على الرغم من أنها كانت متزوجة آنذاك. وفي عام 1992 أُعلن انفصال تشارلز وديانا وفي عام 1996 تم الطلاق، وفي عام 1997 أودى حادث اصطدام سيارة بحياة ديانا ودودي الفايد.
وعلى الرغم من أن ديانا في تلك الفترة لم تعد أميرة رسمية، أي قانوناً العائلة الملكية غير مسؤولة عن تكاليف جنازتها. إلا أن تشارلز أصر على أن تقام لها جنازة ملكية لكونها زوجته السابقة وأم ملك إنجلترا المستقبلي. وقد أُقيمت لها جنازة ملكية خاصة شارك فيها هو وولديه وشاهدها أكثر من ملياري شخص.
وفي 10 فبراير 2005 أعلن قصر كلارنس خطوبة تشارلز وكاميلا اللذان تزوجا من نفس العام. وبالرغم من أن كاميلا تعتبر قانوناً أميرة ويلز إلا انها لا تستخدم إلا لقب دوقة كورنوال لأسباب أمنية وقومية.

## إصابته بفيروس كورونا
صدر بيان في تاريخ 25 مارس 2020 عن كلارنس هاوس، مقر العائلة الملكية البريطانية في وستمنستر، أن نتائج فحص كورونا الذي خضع له الأمير تشارلز جاءت إيجابية، مشيرا إلى أن النجل الأكبر للملكة إليزابيث الثانية في «حالة طيبة» ووضع نفسه قيد العزل الصحي في منزله بمدينة أبردين باسكتلندا. ولفت البيان إلى أن قرينة أمير تشارلز، كاميلا، دوقة كورنوال، خضعت أيضا لفحص كورونا وجاءت نتائجه سلبية (أي غير مصابة بالفيروس) وهي الآن قيد الحجر الصحي مع زوجها. وذكرت تقارير إخبارية بريطانية أن الأمير تشارلز التقى والدته الملكة إليزابيث آخر مرة في 12 مارس، أي قبل أبكر وقت ممكن لإصابته بالوباء.

العلم الملكي لولي عهد المملكة المتحدة وأمير ويلز

## النسب الأبوي
| النسب الأبوي |
| --- |
| النسب الأبوي هو المبدأ الذي تقوم عليه العضوية في الأسر الملكية، إذ يُمكن تتبعه عبر الأجيال المتعاقبة، مما يعني أنه إذا ما أُريد تحديد اسم العائلة التاريخي بدقة للملك تشارلز الثالث، فسيكون من سلالة أولدنبورغ ذات الأصول الألمانية، إذ إن جميع أسلافه من الذكور ينتمون إلى هذه الأسرة. وعلى الرغم من أن تشارلز الثالث اتخذ اسم عائلة والدته أسرة وندسور، فإن انتماءه البيولوجي يظل إلى أسرة غلوكسبورغ، وبالتالي إلى سلالة أولدنبورغ. ويتبع النسب الأبوي لتشارلز الثالث خط السلالة من الأب إلى الابن، بحيث يمكن إرجاع فروع أخرى من ملوك اليونان وملوك الدنمارك وملوك النرويج إلى فرع غلوكسبورغ بحيث كلها ترجع إلى نفس الفرع، ويمكن تتبع هذه الأصول إلى فروعها الأولى لأكثر من 1200 عام حتى اليوم، مما يجعلها واحدة من أعرق وأقدم الأسر الملكية في أوروبا. 1. إليمار الأول كونت أولدنبورغ؛ ق.1040-1112. 2. إليمار الثاني كونت أولدنبورغ؛ توفي.1142. 3. كريستيان الأول كونت أولدنبورغ؛ توفي.1167. 4. موريتس كونت أولدنبورغ؛ ق.1145-ق.1211. 5. كريستيان الثاني كونت أولدنبورغ؛ توفي.1233. 6. يوهان الأول كونت أولدنبورغ؛ ق.1204-ق.1270. 7. كريستيان الثالث كونت أولدنبورغ؛ توفي.1285. 8. يوهان الثاني كونت أولدنبورغ؛ توفي.1316/14. 9. كونراد الأول كونت أولدنبورغ؛ توفي.1347. 10. كريستيان الخامس كونت أولدنبورغ؛ ق.1342-1399. 11. ديتريش كونت أولدنبورغ؛ ق.1398-1440. 12. كريستيان الأول ملك الدنمارك والنرويج والسويد؛ 1426-1481. 13. فريديريك الأول ملك الدنمارك والنرويج؛ 1471-1533. 14. كريستيان الثالث ملك الدنمارك والنرويج؛ 1503-1559. 15. هانس الثاني دوق شليسفيغ-هولشتاين-سوندربورغ؛ 1545-1622. 16. ألكسندر دوق شليسفيغ-هولشتاين-سوندربورغ؛ 1573-1627. 17. أوغست فيليب دوق شليسفيغ-هولشتاين-سوندربورغ-بيك 1612-1675. 18. فريدرش لودفيغ دوق شليسفيغ-هولشتاين-سوندربورغ-بيك 1653-1728. 19. بيوتر أوغست دوق شليسفيغ-هولشتاين-سوندربورغ-بيك 1697-1775. 20. كارل أنطون أوغست أمير شليسفيغ-هولشتاين-سوندربورغ-بيك 1727-1775. 21. فريدرش كارل لودفيغ دوق شليسفيغ-هولشتاين-سوندربورغ-بيك 1757-1816. 22. فريدريش فيلهلم دوق شليسفيغ-هولشتاين-سوندربورغ-غلوكسبورغ 1785-1831. 23. كريستيان التاسع ملك الدنمارك؛ 1818-1906. 24. جورج الأول ملك اليونان؛ 1845-1913. 25. أندرو أمير اليونان والدنمارك؛ 1882-1944. 26. فيليب مونتباتن دوق إدنبرة؛ 1921-2021. 27. تشارلز الثالث ملك المملكة المتحدة؛ مواليد.1948. |

## روابط خارجية
- تشارلز الثالث على موقع IMDb (الإنجليزية)
- تشارلز الثالث على موقع الموسوعة البريطانية (الإنجليزية)
- تشارلز الثالث على موقع مونزينجر (الألمانية)
- تشارلز الثالث على موقع ميوزك برينز (الإنجليزية)
- تشارلز الثالث على موقع إن إن دي بي (الإنجليزية)
- تشارلز الثالث على موقع ديسكوغز (الإنجليزية)
- تشارلز الثالث على موقع قاعدة بيانات الفيلم (الإنجليزية)
- تشارلز الثالث على موقع كينوبويسك (الروسية)

| سبقه إليزابيث الثانية | ملك المملكة المتحدة ودول الكومونولث 2022 - | تبعه |